# Fachinformationsdienst Kriminologie
Der Fachinformationsdienst Kriminologie (FID Kriminologie) ist ein Fachinformationsdienst für die Wissenschaft, der als Kooperationsprojekt zwischen dem Institut für Kriminologie und der Universitätsbibliothek der Eberhard Karls Universität Tübingen betrieben wird. Seine Aufgabe ist die überregionale Versorgung der kriminologischen Fachcommunity mit wissenschaftlicher Spezialliteratur und anderen forschungs- und fachrelevanten Informationen.
Der FID Kriminologie wird von der Deutschen Forschungsgemeinschaft (DFG) gefördert.

## Geschichte
Seit 1969 wird an der Universität Tübingen, zuerst im Rahmen des „Sammelschwerpunkts Kriminologie“, von 2011 bis 2013 als „Sondersammelgebiet Kriminologie“ (SSG), kriminologische Literatur umfangreich erworben und gesammelt. Seit dem Jahr 2014 wird der Erwerb spezifischer Fachliteratur im Rahmen des „Fachinformationsdienstes Kriminologie“ fortgeführt. Von Anfang an wird diese Sammlung in einer engen Kooperation zwischen dem Institut für Kriminologie und der Universitätsbibliothek Tübingen aufgebaut und von der Deutschen Forschungsgemeinschaft (DFG) gefördert.

## Angebot
- Überregionale Versorgung mit kriminologischer Literatur
- Kriminologische Recherchedatenbank "KrimDok"
- Repository mit öffentlich zugänglichen Volltexten und einem Schwerpunkt auf graue Literatur